# Gäddtjärnen (Lima socken, Dalarna, 675410-134556)
Gäddtjärnen är en sjö i Malung-Sälens kommun i Dalarna och ingår i Göta älvs huvudavrinningsområde.